# Batalla de Torá
La batalla de Torá fue una batalla librada en 1006 en Torá entre una alianza de los condes catalanes y un ejército del califato de Córdoba.

## Las fuentes
La fuente principal para la batalla es André de Fleury, quien probablemente recibió la información, detallada y precisa, durante un viaje a Cataluña. La incorporó a su Miraculosa Sancti Benedicti alrededor de 1043. La batalla no está fechada precisamente, pero los nombres de los condes dados por André la limitan entre los años 992 y 1010. André afirma que el califa Hisham II murió en el encuentro, pero esto es una leyenda.

## Antecedentes
Ramón Borrell dirigió en 1003 una expedición a Lérida que fue contestada con una nueva razia del hijo del recientemente fallecido hayib Almanzor, Abd al-Málik al-Muzáffar, que devastó con un ejército musulmán de 17.000 hombres las regiones occidentales del condado de Barcelona, la sierra del Montseny, las comarcas de Igualada y Manresa en el Osona, y destruyendo los castillos de Montmagastre, Meyá y Castellolí, pasando al sur del condado de Urgel.

## La batalla
En 1006, Abd al-Málik al-Muzáffar realizó una nueva incursión contra la Segarra y La Ribagorza, destruyendo todas sus iglesias entre ellas, la catedral de San Vicente de Roda de Isábena.
Los condes catalanes se unieron para hacer frente al hayib y Ramón Borrell de Barcelona, Bernardo Tallaferro de Besalú, Wifredo II de Cerdaña y Armengol I de Urgel se enfrentaron con los ejércitos musulmanes en Castrum Thoranum. Los musulmanes fueron derrotados, sufriendo 5000 bajas, entre ellos uno de sus principales hombres.

## Consecuencias
Abd al-Málik al-Muzáffar retrocedió a su territorio.